# 神茂

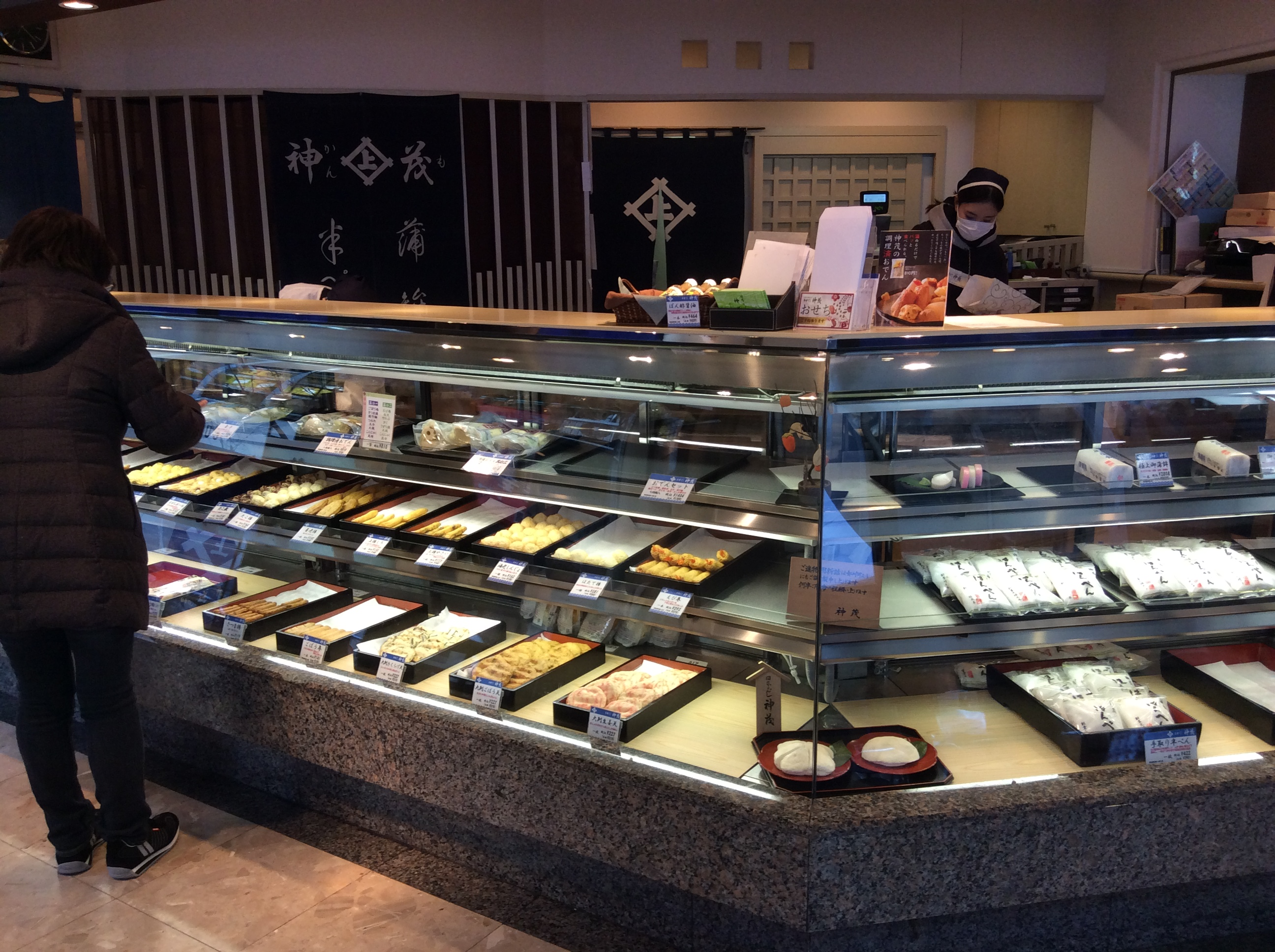
神茂本店の店内（2017年12月9日撮影）

有限会社神茂（かんも）は、東京都中央区日本橋室町一丁目に本社を置くはんぺん・蒲鉾を中心にした食品会社の店舗である。

## 概要
1688年（元禄元年）に、大阪神崎川（現・大阪市淀川区新高）出身の神崎屋長次郎が、現在地・日本橋に「はんぺん」・「蒲鉾」の製造販売店を開いたのが始まり。その後、十五代目より井上姓に改められたが、現在、十八代目井上卓により伝統の江戸の味を継承している。

## 沿革
- 1656年（明暦2年） - 初代神崎屋長次郎、大阪より江戸に出て漁業に従事。
- 1661年（寛文元年） - 二代目神崎屋長右衛門継承。
- 1674年（延宝2年） - 三代目神崎屋六右衛門継承。
- 1682年（天和2年） - 四代目神崎屋長右衛門継承。
- 1683年（天和3年） - 五代目神崎屋新右衛門継承、鮫を使い半ぺんを製造。
- 1716年（享保元年） - 六代目神崎屋長右衛門継承。
- 1717年（享保2年） - 七代目神崎屋長右衛門継承。
- 1745年（延享2年） - 八代目神崎屋長右衛門継承。
- 1752年（宝暦2年） - 九代目神崎屋長右衛門継承。
- 1769年（明和6年） - 十代目神崎屋長右衛門継承。
- 1786年（天明6年） - 十一代目神崎屋長右衛門継承。
- 1819年（文政2年） - 十二代目神崎屋長右衛門継承、後に十三代目神崎屋茂三郎に改める。
- 1912年（明治45年） - 十四代目神崎屋茂三郎継承。
- 1926年（大正15年） - 十五代目井上茂三郎継承、戦時下統制により一時商売中断。
- 年代不詳 - 十六代目井上茂三郎継承、終戦後商売再開。
- 1991年（平成3年） - 十七代目井上茂三郎継承、神茂ビル竣工。
- 年代不詳 - 十八代目井上 卓継承[1]。

## 営業情報
神茂本店
東京都中央区日本橋室町一丁目11番8号
定休日 - 日曜日、祝日
営業時間 - 平日 午前10時 - 午後6時、土曜日・祝日 午前10時 - 午後5時
駐車場 - 無し

## 主な商品
半ぺん - 手取り半ぺん、半ぺんあられ、半月
蒲鉾・伊達巻 - なると、三色チーズ、伊達巻、蒲鉾
さつま揚げ - 養老揚、利久揚、上揚やさい、上揚しろ、さつま揚
野菜・海鮮揚げ - 大判生姜天
おでん種 - つみれ、玉子、大根、竹わぶ、結び昆布、すじ、焼竹輪、揚ボール、きんちゃく、おでん、だしの素
豆・煮物・巻物 - 煮こごり、にしん昆布巻、金時豆、ふき豆

## 交通アクセス
鉄道
JR総武線 - 新日本橋駅より徒歩5分
都営地下鉄浅草線 - 人形町駅より徒歩7分
東京メトロ銀座線 - 三越前駅より徒歩3分、東京メトロ日比谷線 - 人形町駅より徒歩7分、東京メトロ東西線 - 日本橋駅より徒歩6分